# Fédération de Russie de basket-ball
Pour les articles homonymes, voir FRB.
La Fédération de Russie de basket-ball ou FRB (en russe : Российская Федерация Баскетбола) est une association, fondée en 1946, chargée d'organiser, de diriger et de développer le basket-ball en Russie, d'orienter et de contrôler l'activité de toutes les associations ou unions d'associations s'intéressant à la pratique du basket-ball.
La Fédération de Russie représente le basket-ball auprès des pouvoirs publics ainsi qu'auprès des organismes sportifs nationaux et internationaux et, à ce titre, la Russie dans les compétitions internationales. Elle défend également les intérêts moraux et matériels du basket-ball russe. Elle est affiliée à la FIBA depuis 1947.
Durant l'été 2015, la FIBA Europe suspend la Russie, dont la direction élue en 2013 a été invalidée par la justice russe. Une nouvelle équipe doit être élue le 25 août, peu avant le début du championnat d'Europe masculin. Seul candidat après le retrait de la candidature de Dmitry Domani, Andreï Kirilenko  est élu président de la fédération le 25 août 2015.